# کرست

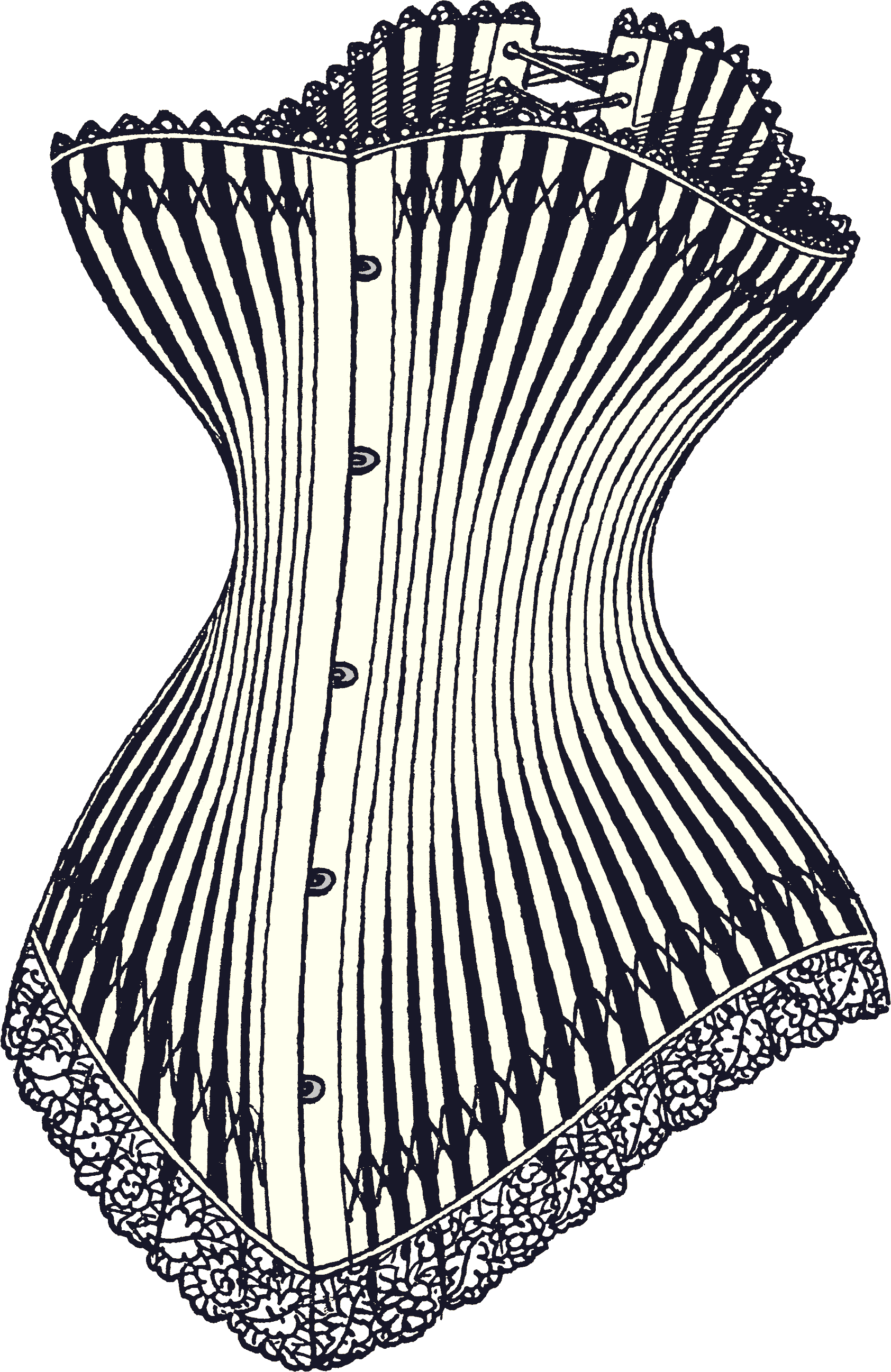
یک نوع کرست لوکس زنانه، مربوط به سال ۱۸۷۸

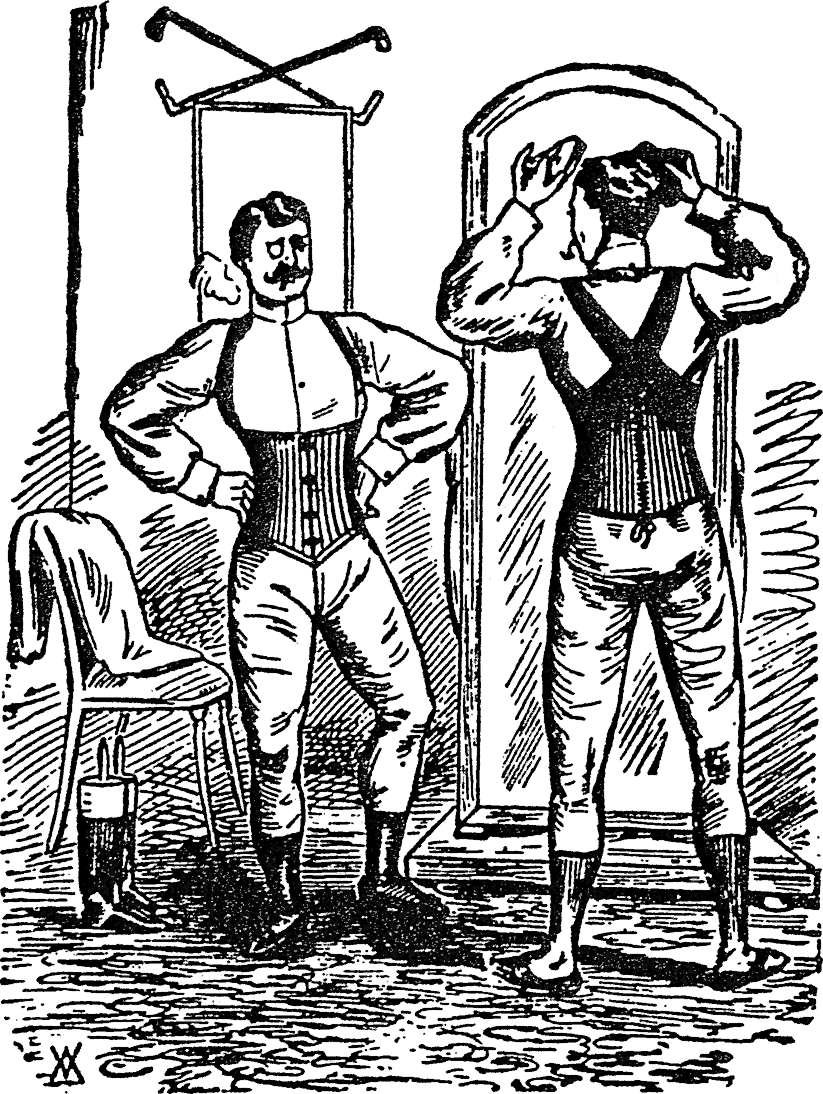
یک نوع کرست مردانه

کُرسِت (به فرانسوی: Corset) نوعی پوشاک معمولا زنانه است که برای کوچک نشان دادن شکم به کار می رود. این لباس معمولاً بسیار سفت و محکم است برای زنان نوعی سینه‌بند هم به‌شمار می‌رود.
پوشیدن کرست به دلیل اینکه شکم و قفسه سینه را تحت فشار می‌گذارد با دشواری‌هایی همراه است. امروز پوشیدن آن جنبه‌های زیبایی یا درمانی دارد جنبه زیبایی آن برای یک دست کردن اندام میانی از قسمت بالای ران تا زیر سینه بکار می‌رود. و از نظر درمانی برای دردهای ستون مهره‌ها و سایر مفصلهای بالاتنه به‌کار می‌رود

## تاریخچه
نخستین شواهد بر استفاده از پوشاکی مانند کرست، به تمدن مینوسی‌ها و عصر برنز در کِرِت باستان بزرگ‌ترین جزیرهٔ یونان به دست آمده‌است. اما نخستین کرست به شکل امروزی در سده شانزده میلادی در ایتالیا شد. پس از آن کاترین مدیچی آن را به فرانسه برد.
در دوران الیزابت کرست‌ها به بالاتنهٔ زنان شکل استوانه‌ای می‌دادند و مدل کمرباریک و شبیه به ساعت‌شنی ایجاد می‌کردند. کرست‌ها از دوره ویکتوریا آغاز شد. نخستین کرست‌ها با میله‌های فلزی، عاج یا استخوان نهنگ ساخته می‌شدند که بدون شک تهدیدی برای سلامت یا نوعی ابزار شکنجه به حساب می‌آمدند. در آن دوران لاغری بیش از اندازه، مُد بود و پوشیدن کرست نشانه این لاغری بود. برای چهار سده، پوشیدن کرست باعث احترام و مقبولیت، شق‌ورق بودن، و نشانه شخصیت بود.
در دهه ۱۹۷۰ میلادی و گسترش مد پانک به رهبری ویوین وست‌وود کرست بار دیگر به عنوان نوعی سبک فتیش مد شد.

## نگارخانه

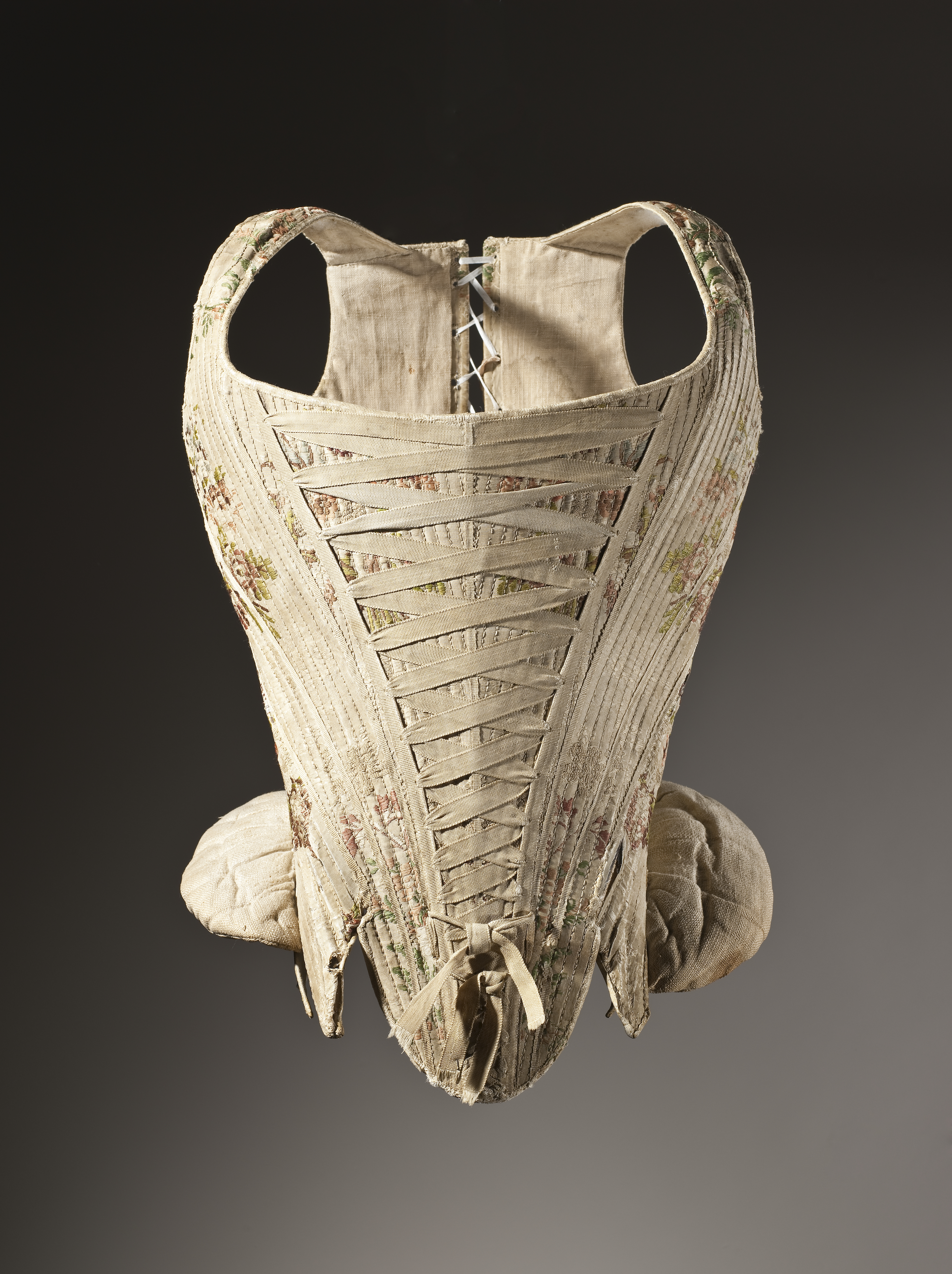
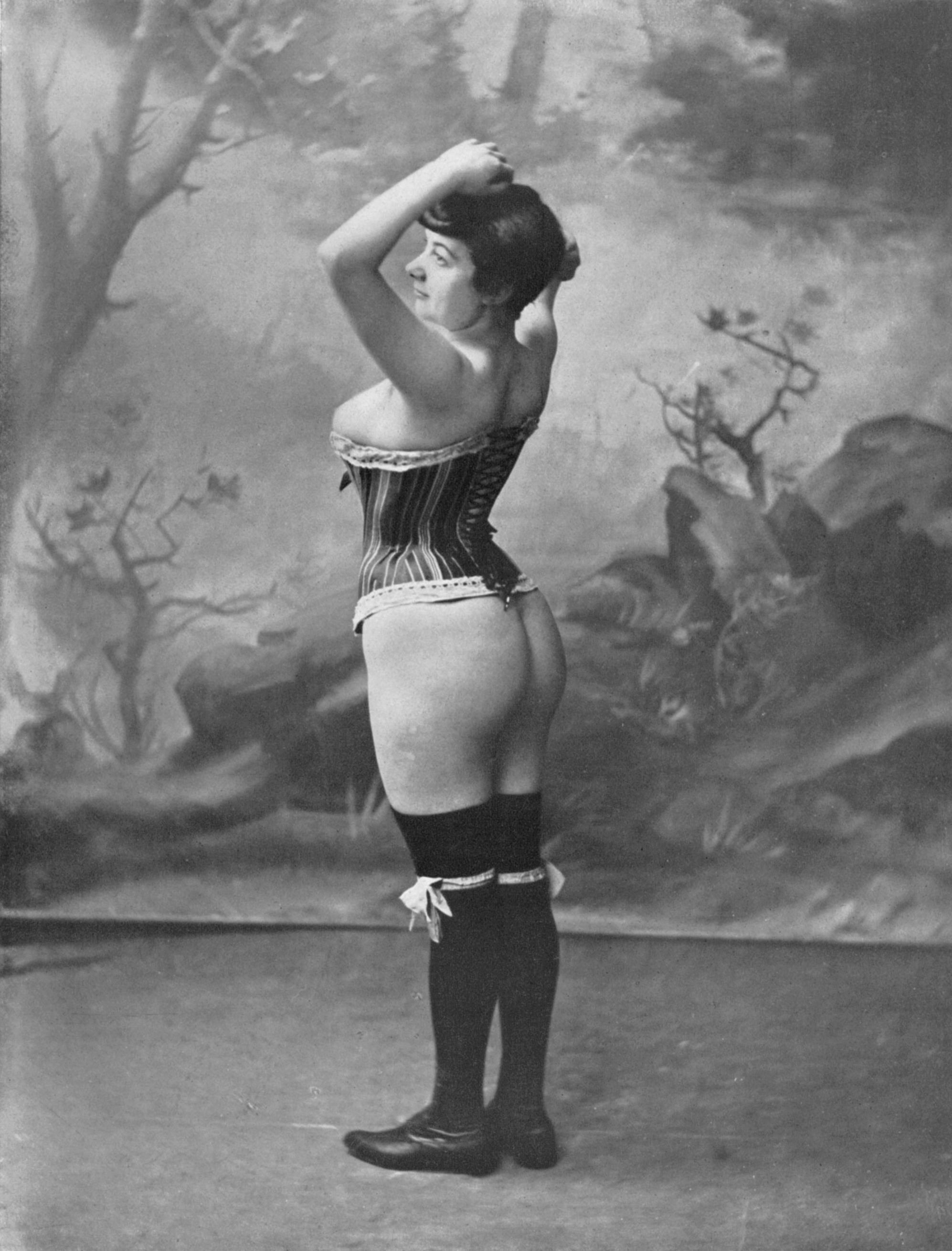
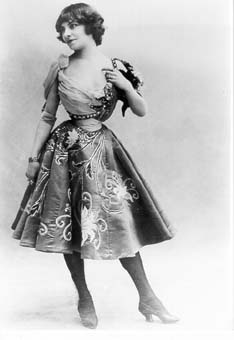
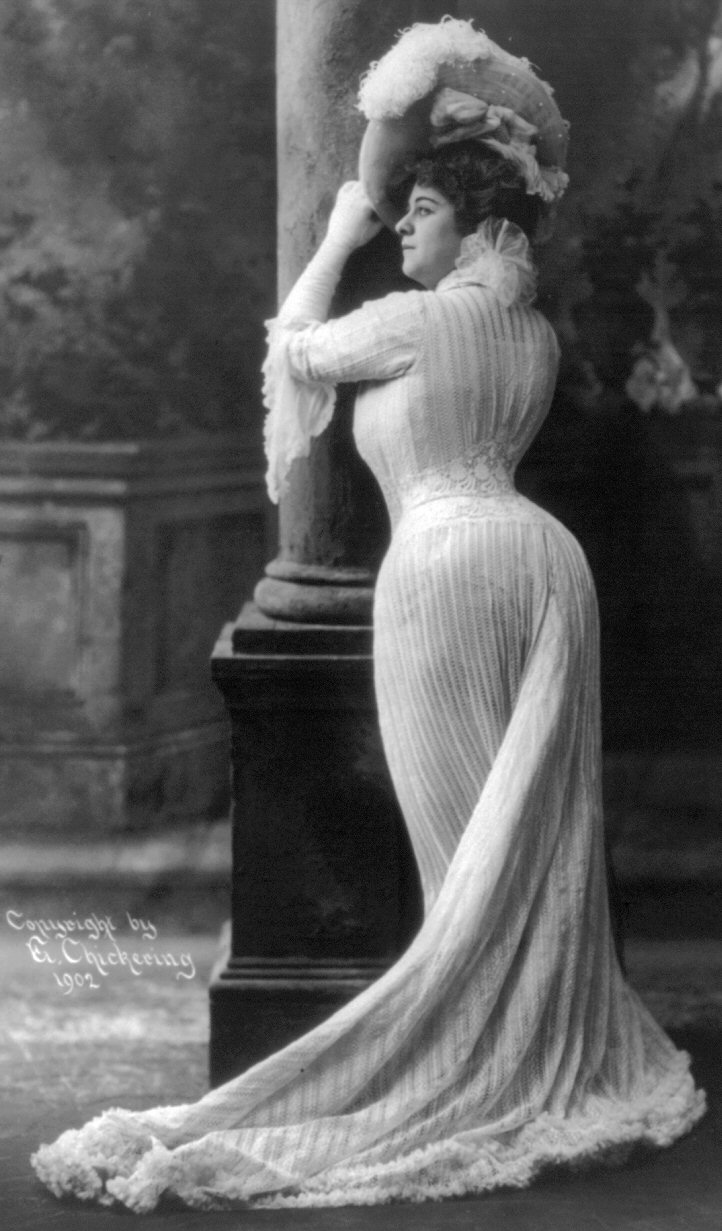
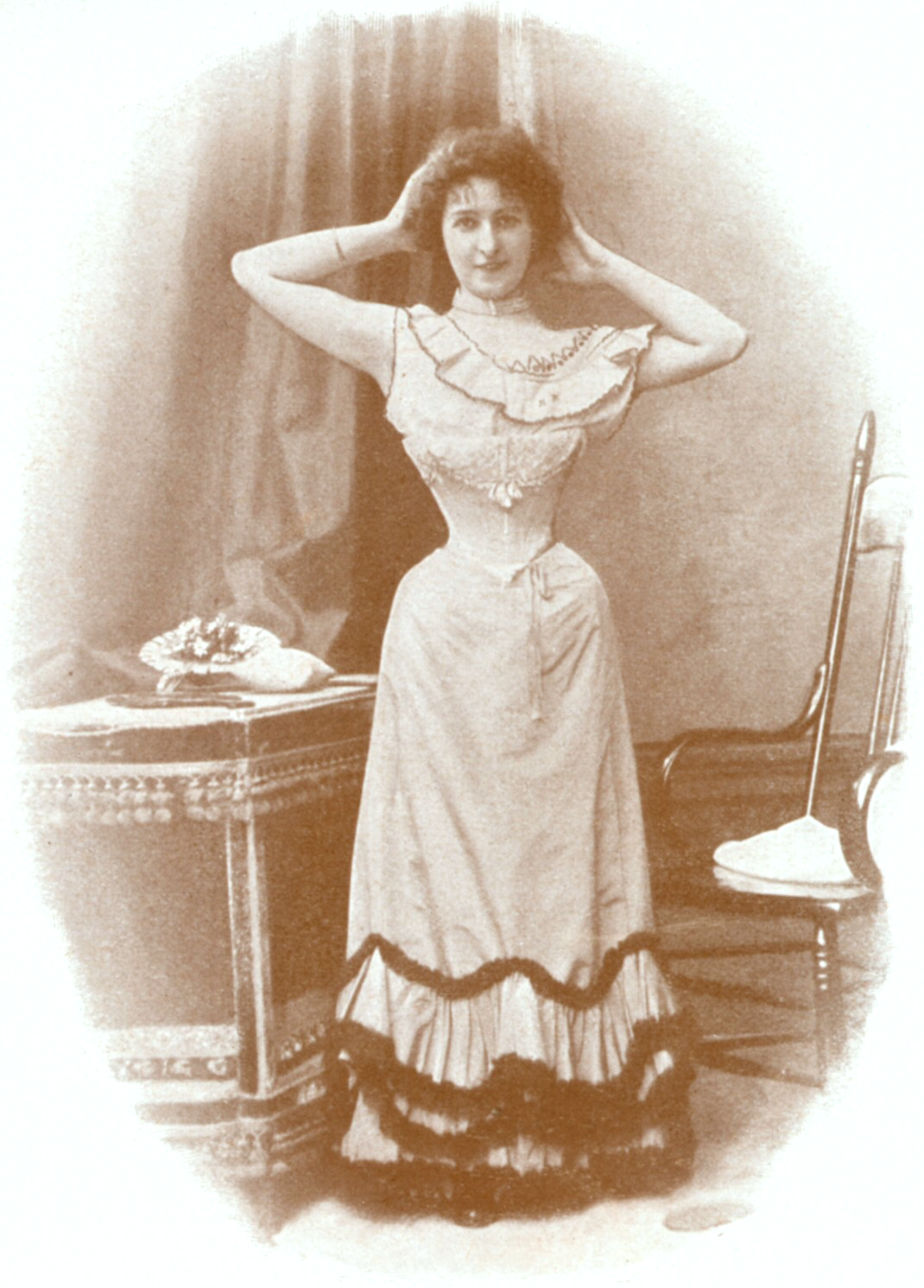
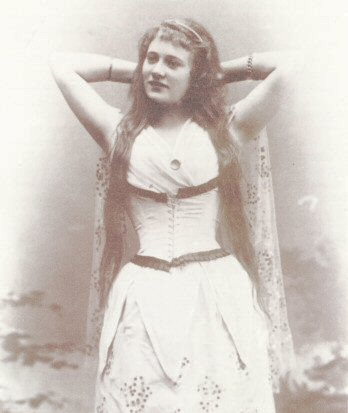
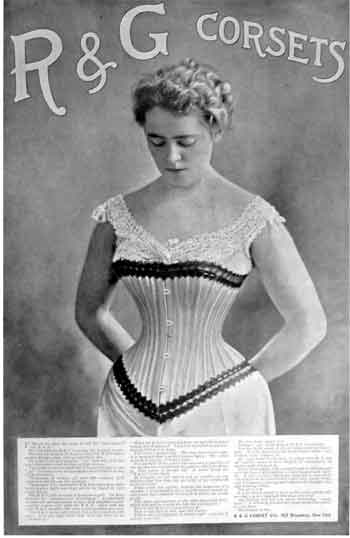